# Comăna
Comăna (ungarisch Komána) ist eine Gemeinde im Kreis Brașov in der Region Siebenbürgen in Rumänien. Gemeindesitz ist der Ort Comăna de Jos (Unterkumanen).

## Geographische Lage

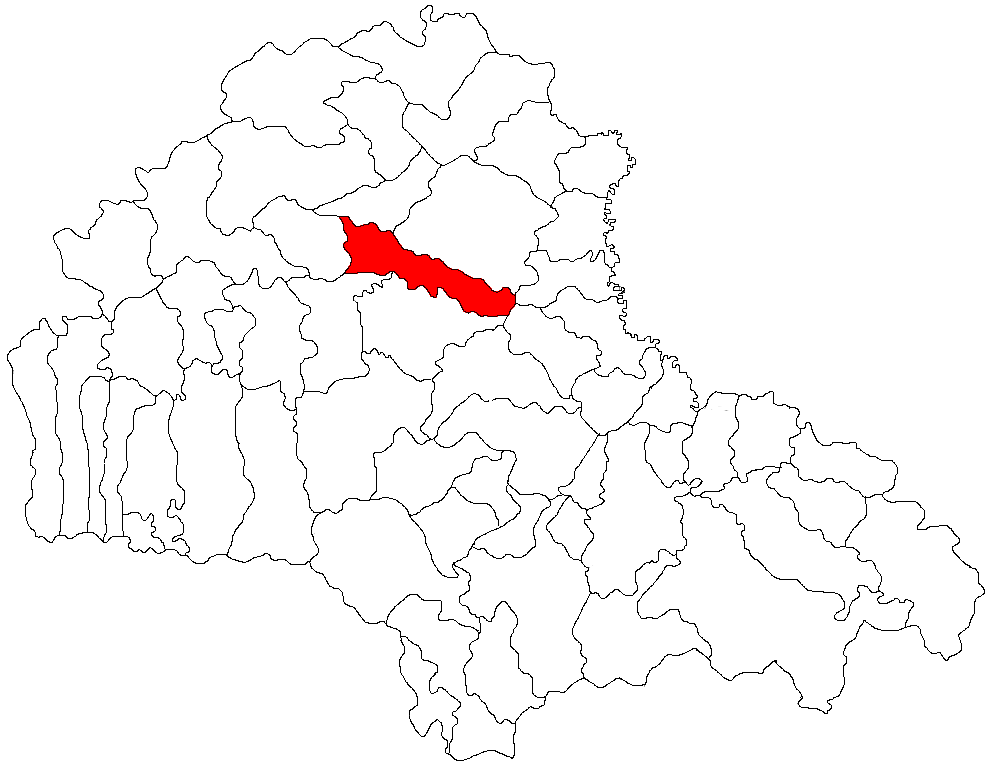
Lage der Gemeinde Comăna im Kreis Brașov

Die Gemeinde Comăna liegt südlich des Siebenbürgischen Beckens. Am gleichnamigen Bach, ein linker Nebenfluss des Olt (Alt) und an der Nationalstraße (drum național) DN 1S liegt der Gemeindesitz etwa 27 Kilometer nordöstlich von der Stadt Făgăraș (Fogarasch); die Kreishauptstadt Brașov (Kronstadt) befindet sich etwa 56 Kilometer südöstlich entfernt.

## Geschichte
Der Ort Comăna de Jos wurde 1509 urkundlich erwähnt. Andere Quellen behaupten, Comăna sei schon 1462 urkundlich erwähnt worden. Eine Besiedlung der Region deutet nach archäologischen Funden, bei von den Einheimischen Gruiul Văcarului, jedoch bis in die Mittlere Bronzezeit zurück. Auf dem Areal des eingemeindeten Dorfes Comăna de Sus wurden nach Angaben von M. Roska archäologische Funde die in die Kupfersteinzeit deuten, gemacht.
Im Königreich Ungarn lag die Gemeinde im Stuhlbezirk Sárkány (heute Șercaia) im Komitat Fogaras, anschließend im Kreis Făgăraș und ab 1950 im heutigen Kreis Brașov an.

## Bevölkerung
Bei der Volkszählung 1850 wurden auf dem Areal der heutigen Gemeinde Comăna 3437 Menschen gezählt. In der von überwiegend rumänischer Bevölkerung lebenden Gemeinde, wurde die höchste Einwohnerzahl (3620) und auch gleichzeitig die der Rumänen (3569) und die der Magyaren (37) 1920 registriert. Die höchste Einwohnerzahl der Roma (1032) wurde 1992 und drei Rumäniendeutsche wurden 1977 ermittelt. 2011 lebten in der Gemeinde Comăna 2721 Menschen. 2051 waren Rumänen, 506 waren Roma und restliche machten keine Angaben zu ihrer Ethnie.
Die Hauptbeschäftigung der Bevölkerung ist die Agrikultur und die Viehzucht.

## Sehenswürdigkeiten
- In Comăna de Jos die griechisch-katholische Kirche Cuvioasa Paraschiva[10] im 17. Jahrhundert und die rumänisch-orthodoxe Kirche Sf. Nicolae[11] im 18. Jahrhundert errichtet; beide stehen unter Denkmalschutz.[6]
- Das ethnografische Dorfmuseum[4]
- Im eingemeindeten Dorf Comăna de Sus die Adormirea Maicii Domnului Kirche,[12] im 18. Jahrhundert errichtet, steht unter Denkmalschutz.[6]
- Auf dem Areal der Gemeinde sind außer der Comăna Höhle mehrere kleine Höhlen, auf der Südseite des Berges Piatra Cioplită sind Basaltsäulen, die zum Naturschutzgebieten der Region gehören, zu sehen.[13]

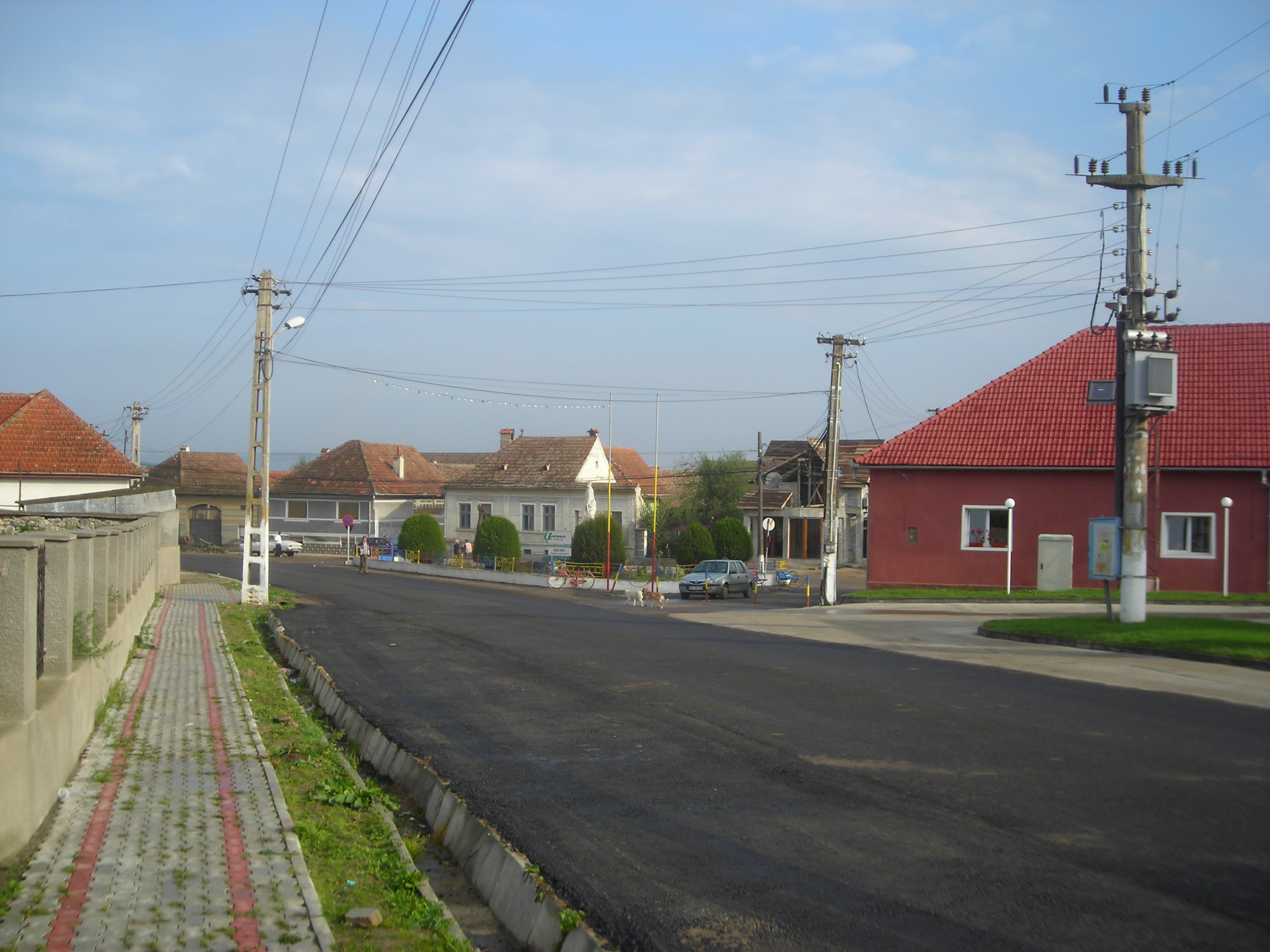
Ortszentrum in Comăna de Jos
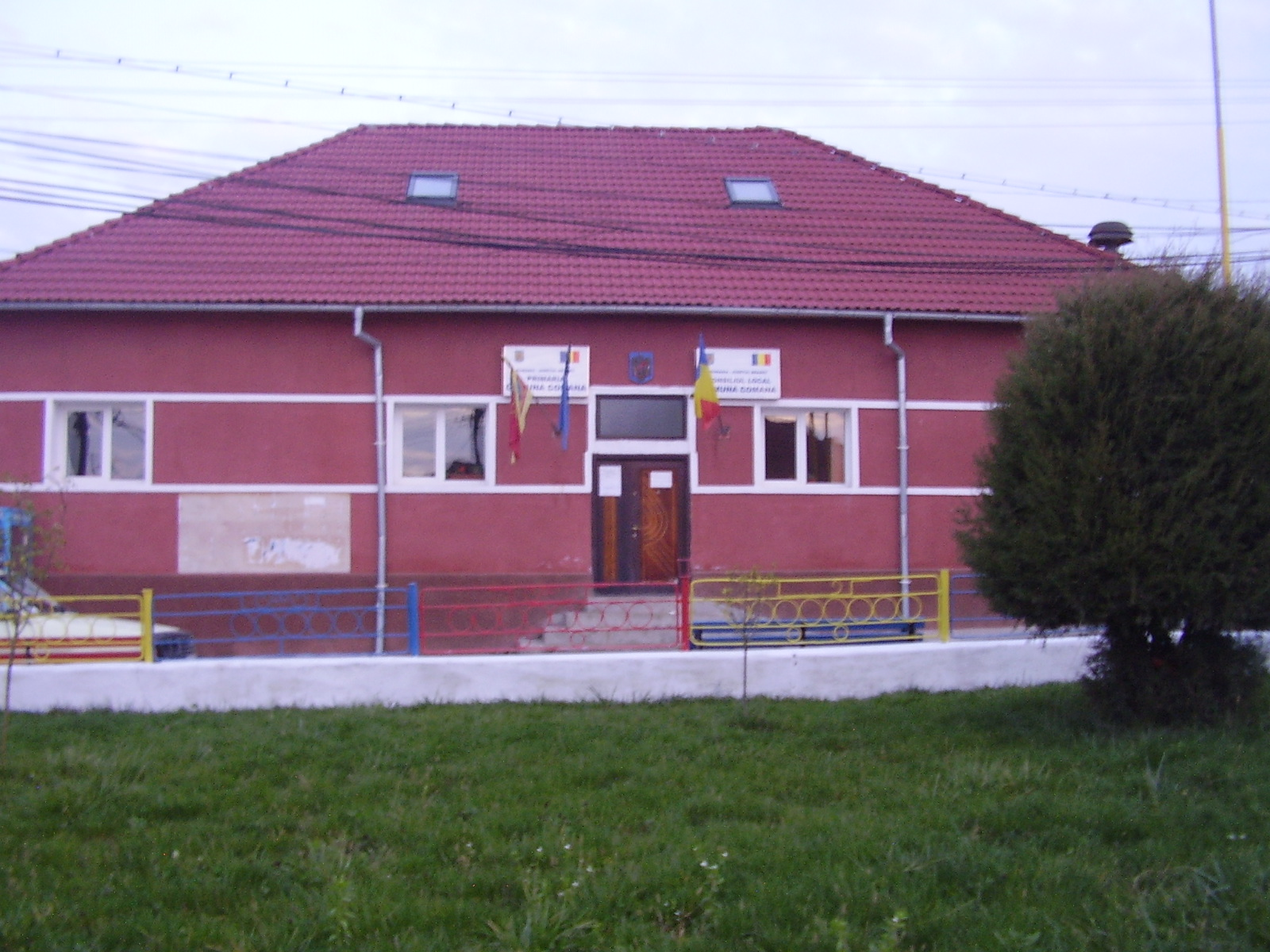
Rathaus der Gemeinde
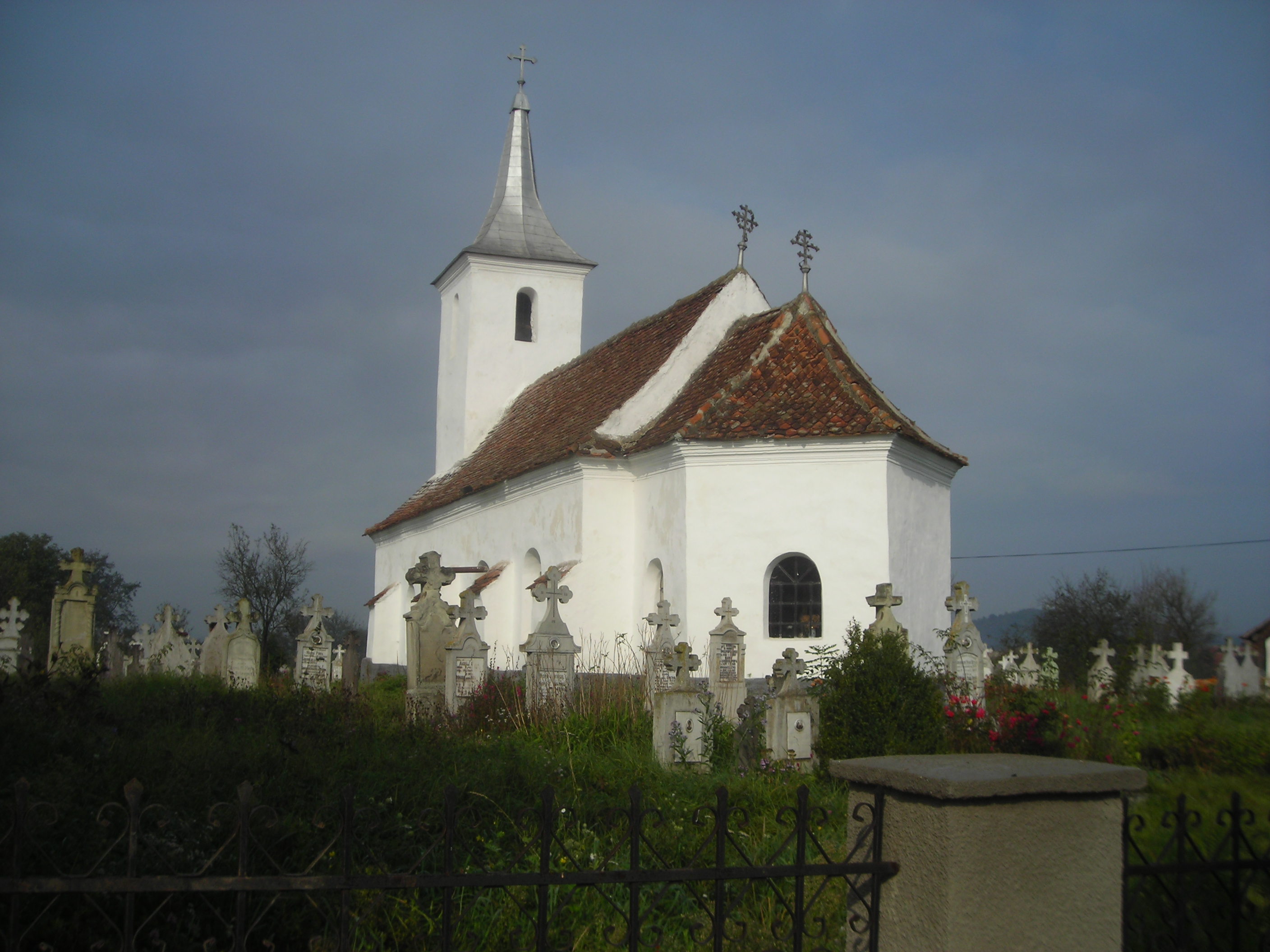
Die griechisch-katholische Kirche
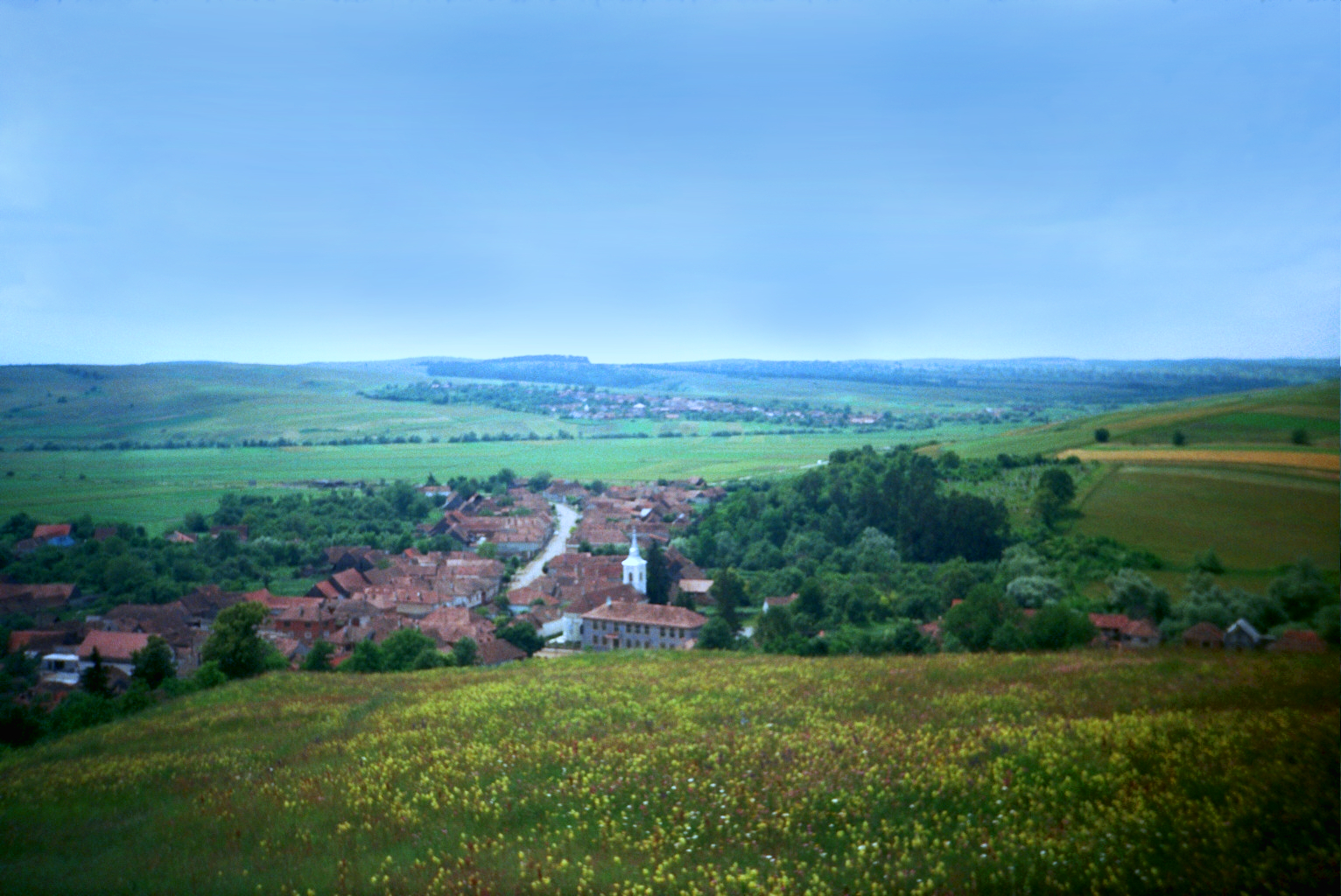
Blick auf Crihalma